# 공인산업디자인전문회사
공인산업디자인전문회사는 산업디자인에 대한 개발·조사·분석·자문 등을 전문으로 하는 회사로서 산업통상자원부와 한국디자인진흥원이 산업디자인진흥법 제9조(산업디자인전문회사에 대한 지원)에 따라 공인한다.

## 신고 기준 및 분야[1]

### 신고 기준
- 매출액(개인, 법인 동일) : 기준 없음 (단, 종합디자인 신고의 경우 직전 사업년도 매출액 2억원 이상 또는 3개연도 평균매출액 2억원 이상이어야 함)
- 전문인력(디자이너) : 분야별 1인 이상 (종합디자인 신고의 경우 3인 이상)

### 신고 분야
- 시각디자인
- 포장디자인
- 제품디자인
- 환경디자인
- 멀티미디어디자인
- 서비스디자인
- 기타 디자인

## 역사
- 1992년 상공자원부와 KIDP가 중소기업의 경쟁력을 강화하고 기업에 양질의 산업디자인을 공급하고자 공인산업디자인전문회사(이하 디자인전문회사 혼용 표기) 등록제를 처음 실시했다. 제1호 공인산업디자인전문회사는 (주)212디자인이었다.[2]
- 1994년 공인산업디자인전문회사 신고요건 중 법인으로 제한하던 것을 개인까지로 확대하고, 연간 매출액 1억 원 이상을 5천만 원 이상으로 완화했다.[3]
- 또, 상공자원부는 올해 실시중인 중소기업에 대한 산업디자인포장개발 지원사업과 관련, 대상업체 2천5백개중 30%를 공인산업디자인전문회사에 위탁시키는 등 지원을 강화했다.[4]
- 1996년 공인산업디자인전문회사가 공인업체임을 표시할 수 있도록 로고를 사용할 수 있게 되었다.[5]
- 1997년 공인산업디자인전문회사의 수가 100개사를 돌파했다.[6]
- 1999년 등록제에서 신고제로 변경했다.[7]
- 1999년 ‘디자인혁신개발지원사업’에 참여한 공인산업디자인전문회사 중 실적이 좋은 10곳을 TOP디자인전문회사로 선정하기 시작했다.[8]
- 2002년 공인산업디자인전문회사가 급증하여 모두 709개사로 집계됐다. 이중 캐릭터 웹디자인을 포괄하는 시각부문이 41.6%로 가장 큰 비중을 차지했다.[9]
- 2008년부터 디자인전문회사 중 활동 및 성과 등을 심사해 우수디자인전문기업으로 선정하기 시작하여 2020년까지 선정된 우수디자인전문기업 수는 중복을 제외하고 148개사에 이른다.[10]
- 2020년 12월 4일 기준 등록된 디자인 전문회사는 9,129개사이다.[11]